# Гідле
Гі́дле (пол. Gidle) — село в Польщі, у гміні Гідле Радомщанського повіту Лодзинського воєводства. Адміністративний центр гміни.
Населення — 1420 осіб (2011).
У 1975–1998 роках село належало до Ченстоховського воєводства.

## Демографія
Демографічна структура станом на 31 березня 2011 року:
|          | Загалом | Допрацездатний вік | Працездатний вік | Постпрацездатний вік |
| -------- | ------- | ------------------ | ---------------- | -------------------- |
| Чоловіки | 711     | 117                | 515              | 79                   |
| Жінки    | 709     | 106                | 439              | 164                  |
| Разом    | 1420    | 223                | 954              | 243                  |